# 劉景綽
劉景綽（1610年4月21日—？年），號練溪，四川成都府內江縣人，明朝政治人物。

## 生平
崇禎九年（1636年）丙子科四川鄉試中式舉人，崇禎十年（1637年）聯捷丁丑科進士。工部觀政，授官南直山陽縣知縣。十七年九月任史可法閣部监軍。揚州城破降清，順治三年（1646年）任江阴知县。

## 家族
曾祖劉大月，祖劉文華，父劉光宸〔庠生〕